# Moyen-Cavally
Moyen-Cavally is een voormalige bestuurlijke regio van Ivoorkust in het zuidwesten van het land. De regio had een oppervlakte van goed 14.000 vierkante kilometer en een inwonersaantal dat in 2007 op ruim een half miljoen geschat werd. De laatste officiële census van 1988 gaf nog 271.111 inwoners aan. De regionale hoofdplaats was Guiglo. In 2011 werd de regio afgeschaft en vormt het gebied sindsdien een onderdeel van het district Montagnes.
Op de grens met het district Sassandra-Marahoué ligt het Parc national de Taï.

## Grenzen
Gelegen in het zuidwesten van Ivoorkust grensde Moyen-Cavally aan een buurland:
- De county Nimba van Liberia in het uiterste noordwesten.
- De county Grand Gedeh van Liberia over de lange zuid-zuidwestgrens.

Nog grensde Moyen-Cavally aan drie andere voormalige regio's van Ivoorkust:
- Dix-Huit Montagnes in het noorden.
- Haut-Sassandra in het noordoosten.
- Bas-Sassandra in het oosten en het zuidoosten.

## Departementen
De regio bestond verder uit vier departementen:
- Bangolo
- Duékoué
- Guiglo
- Toulépleu